# Bitka v Javanskem morju
Bitka v Javanskem morju je bila ena večjih in pomembnejših pomorskih bitk vojne za Tihi ocean druge svetovne vojne. Zavezniške pomorske sile so želele preprečiti zavzetje javanskih naftnih polj, a so doživele hud poraz v bitki 27. februarja 1942 in poznejših manjših akcijah. S to bitko so Japonci odstranili zadnjo večjo pomorsko grožnjo njihovim načrtom in tako dosegli svoj strateški cilj - zavzeti naftna polja in tako omogočiti neovirano preskrbo z nafto. Bitka je bila tudi največja pomorska bitka po bitki pri Jutlandiji med prvo svetovno vojno.

## Predhodno dogajanje
Po taktično uspešni, a strateško nepopolni zmagi v napadu na Pearl Harbour (Japonci niso uničili ameriških letalonosilk, ki so bile osnovni cilj napada, prav tako pa niso uničili ameriških skladišč goriva na Havajih) so Japonci izkoristili zavezniško (začasno) ohromljenost in pričeli izvajati ukrepe v skladu z južno doktrino. Eden izmed strateških ciljev te doktrine je bila tudi zasedba Jave in tamkajšnjih naftnih polj, s čimer bi si zagotovili nemoteno oskrbo. 
Tako so pričeli z invazijo in zasedbo Nizozemske Vzhodne Indije; zaradi elementa presenečenja so hitro napredovali iz svojega izhodišča (otočje Palau) in zavzeli Sarawak in južne Filipine. Prav tako so zasedli oporišča na vzhodnem Borneu in na severu Sulawesija. S pomočjo vojne mornarice pa so pričeli iz prav kar zavzetih oporišč premeščati nove invazijske sile. Ladjevje pod poveljstvom Takagija (sedemnajst vojnih ladij) je imelo za nalogo varovati invazijsko ladjevje (97 transportnih ladij), ki je bilo razdeljeno v dva dela. Prvi skupini je poveljeval kontraadmiral Džisabura Ozava, ki je imel 56 transportnih in tovornih ladij, lahko križarko in sedem rušilcev. Drugi, manjši skupini s 41 transportnimi ladjami, eno lahko križarko in sedmimi rušilci je poveljeval kontraadmiral Šodži Nišimura. Oba konvoja sta se združila v Moluškem morju. 
Zavezniki so se zavedali japonske nevarnosti, zato so pričeli zbirati lastne pomorske sile. 23. januarja 1942 so štirje ameriški rušilci napadli japonski konvoj v Makasarski ožini, ko se je približeval Balikpapanu na Borneu. 13. februarja so zavezniki izgubili bitko za Palembang, s čimer so izgubili večje naftno polje na vzhodni Sumatri. V noči iz 19. na 20. februar so zavezniki sprožili še pomorsko bitko v Badunški ožini, ko so napadli japonsko Vzhodno invazijsko silo pri Baliju. Isto noč pa je japonska 1. letalska flota (pod poveljstvom admirala Čuičija Nagume) napadla pristanišče v avstralskem Darwinu, s čimer so ga onesposobili kot podporno in pomorsko bazo za zavezniške operacije v Vzhodni Indiji. 
Ameriško-britansko-nizozemsko-avstralsko poveljstvo (ABDACOM), pod poveljstvom nizozemskega admirala Karla Doormana, je tako združilo svoje sile; zavezniške sile so tako več dni križarile po Javanskem morju in zaman iskale japonsko invazijsko ladjevje. 27. februarja se je Doorman odločil, da odpluje proti Sarabuji, saj je bilo gorivo že skoraj porabljeno in posadke utrujene (pokonci so bili nepretrgoma 37 ur). Takrat pa je prejel radijsko sporočilo, da so odkrili japonski konvoj transportnih ladij. Doorman se jih je odločil napasti.

## Vpletene sile
V bitki je japonska flota imela neprimerno premoč. Poleg tega, da je imela edino (lahko) letalonosilko v bitki, je lahko nasproti zavezniškim petim križarkam (od tega sta bili dve težki, ena srednja in dve lahki) in 8 rušilcev uporabila 4 križarke (po dve težki in lahki) in 14 rušilcev. 
Tako so Japonci imeli letalsko in številčno premoč, prav tako pa so imeli premoč v oborožitvi; njihovi topovi so tako bili močnejši in z daljšim dosegom, hkrati pa so imeli tudi večjo število torpednih cevi.
Ena od ključnih zavezniških slabosti pa je bila tudi slaba usklajenost, saj so ladje prihajale iz štirih različnih držav in predhodno niso sodelovale skupaj v bitki. Kot že omenjejo pa so bile zavezniške posadke že izčrpane, kar je še poslabšalo zavezniško izhodišče. Zaradi predhodnih japonskih uspehov pa so bili tudi zelo demoralizirani. 
Zavezniške prednosti pa so bile sledeče: HMS Exeter je bila edina ladja, ki je bila opremljena z radarjem; podnevi so imeli zavezniško letalsko premoč; zaradi slabega vremena pa so bili onemogočeni tudi japonski poleti. 

### Zavezniki
| Slika                        | Ime                          | Država                  | Tip                                | Leto splovitve | Oborožitev | Letala       | Poveljnik                                               |
| HMS Exeter (68)              | HMS Exeter (68)              | Združeno kraljestvo     | težka križarka razreda york        | 1929           | 6x 203-mm dvojni topovi 8x 101,6-mm dvojni topovi 8x 40-mm četverni topovi 2x 20-mm Oerlikon top 2x trojni lanser torpedov 533 mm                               | 4 hidroplani | Kapitan Oliver Gordon                                   |
| USS Houston (CA-30)          | USS Houston (CA-30)          | Združene države Amerike | težka križarka razreda northampton | 1929           | 9x 203-mm top 4x 127-mm protiletalski top 8x 12,7-mm mitraljez 6x 530-mm torpedne cevi                                                                          | 4 hidroplani | Kapitan Albert Harold Rooks                             |
| HNLMS De Ruyter              | HNLMS De Ruyter              | Nizozemska              | križarka razreda de ruyter         | 1935           | 7x 150-mm top 10x 40-mm top 8x 12,7-mm mitraljez | 2 hidroplana | Kontraadmiral Karel Doorman Kapitan Eugène Lacomblé     |
| HNLMS Java                   | HNLMS Java                   | Nizozemska              | lahka križarka razreda java        | 1921           | 10x 150-mm top 8x 40-mm protiletalski top 8x 12,7-mm mitraljez                                                                                                  | 2 hidroplana | Kapitein Ter Zee Philippus Bernardus Maria van Straelen |
| HMAS Perth (D29)             | HMAS Perth (D29)             | Avstralija              | lahka križarka razreda perth       | 1934           | 8x 150-mm top 8x 102-mm top 12x 12,7-mm mitraljez 10x 0.303-in mitaljez                                                                                         | 1 hidroplan  | Kapitan Hector Waller                                   |
| HMS Electra (H27)            | HMS Electra (H27)            | Združeno kraljestvo     | rušilec razreda e                  | 1934           | 4x 120-mm top 8x 12,7-mm mitraljez 5x .303-in mitaljez 4x torpedna cev 533 mm 1x 76,2-mm protiletalski top 2x 20-mm protiletalski top 2x lanser globinskih bomb |              | Commander Cecil Wakeford May                            |
|                              | HMS Encounter (H10)          | Združeno kraljestvo     | rušilec razreda e                  | 1934           | 4x 120-mm top 8x 12,7-mm mitraljez 5x .303-in mitaljez 4x torpedna cev 533 mm 1x 76,2-mm protiletalski top 2x 20-mm protiletalski top 2x lanser globinskih bomb |              | Lieutenant Commander Eric Vernon Saint John Morgan      |
|                              | HMS Jupiter (F85)            | Združeno kraljestvo     | rušilec razreda j                  | 1938           | 6x 110-mm dvojni top 4x 40-mm četverni top 8x 12,7-mm mitraljez 105-mm protiletalski top 1x 20-mm top                                                           |              | Lieutenant Commander Norman V. J. T. Thew               |
| HNLMS Kortenaer              | HNLMS Kortenaer              | Nizozemska              | rušilec razreda admiralen          | 1927           | 4x 120-mm top 2x 76-mm protiletalski top 4x 12,7-mm mitraljez 6x torpedna cec 533 mm 24 pomorskih min                                                           | 1 hidroplan  | Lieutenant Commander A. Kroese                          |
|                              | HNLMS Witte de With          | Nizozemska              | rušilec razreda admiralen          | 1928           | 4x 120-mm top 2x 76-mm protiletalski top 4x 12,7-mm mitraljez 6x torpedna cec 533 mm 24 pomorskih min                                                           | 1 hidroplan  | ?                                                       |
| USS Alden (DD-211)           | USS Alden (DD-211)           | Združene države Amerike | rušilec razreda clemson            | 1919           | 4x 102-mm top 1x 76-mm top 12x torpedna cev 533 mm |              | Lieutenant Commander L. E. Coley                        |
| USS John D. Edwards (DD-216) | USS John D. Edwards (DD-216) | Združene države Amerike | rušilec razreda clemson            | 1919           | 4x 102-mm top 1x 76-mm top 12x torpedna cev 533 mm |              | Lieutenant Commander Henry Effingham Eccles             |
| USS John D. Ford (DD-228)    | USS John D. Ford (DD-228)    | Združene države Amerike | rušilec razreda clemson            | 1919           | 4x 102-mm top 1x 76-mm top 12x torpedna cev 533 mm |              | Lieutenant Commander Jacob Elliott Cooper               |

### Japonska
| Slika      | Ime         | Tip                           | Leto splovitve | Oborožitev | Letala       | Poveljnik                                                                 |
|            | Ryūjō       |                               | 1931           | 8x 127-mm top 4x 25-mm protiletalski top 24x 13-mm mitraljez                                                    | 48           | Kapitan Ushie Sugimoto                                                    |
| Nachi      | Nachi       | težka križarka razreda yōkō   | 1927           | 10x 203-mm top 8x 127-mm top 2x 13-mm mitraljez 12x torpedna cev 610 mm                                         | 2 hidroplana | Kapitan Takahiko Kiyota                                                   |
| Haguro     | Haguro      | težka križarka razreda yōkō   | 1928           | 10x 203-mm top 8x 127-mm top 2x 13-mm mitraljez 12x torpedna cev 610 mm                                         | 2 hidroplana | Kontraadmiral Takeo Takagi (vrh. pov.) Kapitan Tomokazu Mori (kap. ladje) |
| Naka       | Naka        | lahka križarka razreda sendai | 1925           | 7x 140-mm top 2x 80-mm top 4x torpedna cev 610 mm 48 pomorskih min                                              | 1 hidroplan  | Kapitan Yoshioki Tawara                                                   |
| Jintsu     | Jintsu      | lahka križarka razreda sendai | 1925           | 7x 140-mm top 2x 80-mm top 4x torpedna cev 610 mm 48 pomorskih min                                              | 1 hidroplan  | Kapitan Torazo Kozai                                                      |
| Yudachi    | Yudachi     | rušilec razreda shiratsuyu    | 1936           | 5x 127-mm top 2x 13-mm protiletalski top 8x torpedna cev 610 mm 16 globinskih bomb                              |              | Kapitan korvete Hisashi Ishii                                             |
| Samidare   | Samidare    | rušilec razreda shiratsuyu    | 1935           | 5x 127-mm top 2x 13-mm protiletalski top 8x torpedna cev 610 mm 16 globinskih bomb                              |              | Kapitan korvete Takisaburo Matsubara                                      |
| Murasame   | Murasame    | rušilec razreda shiratsuyu    | 1935           | 5x 127-mm top 2x 13-mm protiletalski top 8x torpedna cev 610 mm 16 globinskih bomb                              |              | Kapitan korvete Naoji Suenaga                                             |
| Harusame   | Harusame    | rušilec razreda shiratsuyu    | 1935           | 5x 127-mm top 2x 13-mm protiletalski top 8x torpedna cev 610 mm 16 globinskih bomb                              |              | Kapitan korvete Sutezo Tomita                                             |
|            | Minegumo    | rušilec razreda asashio       | 1936           | 6x 130-mm top 28x 25-mm protiletalski top 4x 13-mm protiletalski top 8x torpedna cev 610 mm 36 globinskih bomb  |              | Kapitan fregate Yasuatsu Suzuki                                           |
| Asagumo    | Asagumo     | rušilec razreda asashio       | 1936           | 6x 130-mm top 28x 25-mm protiletalski top 4x 13-mm protiletalski top 8x torpedna cev 610 mm 36 globinskih bomb  |              | Kapitan fregate Tooru Iwahashi                                            |
| Yukikaze   | Yukikaze    | rušilec razreda kagero        | 1939           | 6x 130-mm top 28x 25-mm protiletalski top 4x 13-mm protiletalski top 8x torpedna cev 610 mm 36 globinskih bomb  |              | Kapitan fregate Kenjiro Tobita                                            |
|            | Tokitsukaze | rušilec razreda kagero        | 1939           | 6x 130-mm top 28x 25-mm protiletalski top 4x 13-mm protiletalski top 8x torpedna cev 610 mm 36 globinskih bomb  |              | Kapitan fregate Giichiro Nakahara                                         |
| Amatsukaze | Amatsukaze  | rušilec razreda kagero        | 1939           | 6x 130-mm top 28x 25-mm protiletalski top 4x 13-mm protiletalski top 8x torpedna cev 610 mm 36 globinskih bomb  |              | Kapitan fregate Tameichi Hara                                             |
|            | Hatsukaze   | rušilec razreda kagero        | 1939           | 6x 130-mm top 28x 25-mm protiletalski top 4x 13-mm protiletalski top 8x torpedna cev 610 mm 36 globinskih bomb  |              | Kapitan fregate Kameshirou Takahashi                                      |
| Yamakaze   | Yamakaze    | rušilec razreda shiratsuyu    | 1936           | 5x 127-mm top 2x 13-mm protiletalski top 8x torpedna cev 610 mm 16 globinskih bomb                              |              | Kapitan korvete Shuichi Hamanaka                                          |
| Kawakaze   | Kawakaze    | rušilec razreda shiratsuyu    | 1936           | 5x 127-mm top 2x 13-mm protiletalski top 8x torpedna cev 610 mm 16 globinskih bomb                              |              | Kapitan fregate Kazuo Wakabayashi                                         |
| Sazanami   | Sazanami    | rušilec razreda fubuki        | 1931           | 6x 127-mm top 22x 25-mm protiletalski top 10x 13-mm protiletalski top 9x torpedna cev 610 mm 36 globinskih bomb |              | Kapitan korvete Hiroshi Uwai                                              |
| Ushio      | Ushio       | rušilec razreda fubuki        | 1930           | 6x 127-mm top 22x 25-mm protiletalski top 10x 13-mm protiletalski top 9x torpedna cev 610 mm 36 globinskih bomb |              | Kapitan korvete Yoshitake Uesugi                                          |

## Bitka
Ob 16:00 sta obe floti pričeli pluti druga proti drugi. Ob 16:12 je britanski rušilec Electra opazil Jintsu in sedem rušilcev. Obe floti sta se pričeli urejati v bojno črto. 
Osnovni Doormanov načrt je bil prebiti obrambni obroč japonskih križark in rušilcev ter uničiti transportne ladje. Kot prvi sta odprli ogenj britanski Exeter in ameriški Houston; iz razdalje 25 km sta pričeli obstreljevati vodilne japonske rušilce. V tem trenutku je že kazalo, da bodo zavezniki premagali Japonce, a takrat se je Doorman odločil, da se japonskim ladjam približa na 20 km. 
Bitka je tako bila sestavljena iz serije poskusov, ki so trajali več kot sedem ur, v katerih so si Doormanove ladje poskušale približati in napasti invazijski konvoj; vsak poskus je bil odbit s strani spremljevalnih ladij s hudimi izgubami na zavezniški strani.
Obe floti sta prikazali zelo slabo streljanje tako s topovi kot s torpedi. Edini pomembnejši zadetek v tem delu bitke je bil zadetek Exetra, ko je bil kritično zadet v kurilnico. Exeter se je pod zaščito Witte de With umaknil proti Surabaji. 
Japonci so tako sprožili dve večji skupini torpedov, skupaj 92, a so pri tem dosegli le en zadetek in sicer Kortenaer; slednja je bila zadeta s torpedom tipa 93, pri čemer se je razlomila na pol in se potopila hitro po zadetku. 
Electra, ki je ščitila Exeter, je bila zapletena v boj s Jintsu in Asagumo, pri čemer je prejela več zadetkov, ki pa so prizadeli samo superstrukturo. Potem, ko je na Electri izbruhnil večji požar in je preostalemu artilerijskemu stolpu zmanjkalo streliva, je kapitan ukazal zapustitev ladje. Na japonski strani je bila samo Asagumo prisiljena zapustiti bojišče zaradi poškodb.
Zavezniška flota je bojišče zapustila ob okoli 18:00, pri čemer jih je varovala dimna zavesa, ki so jo ustvarili 4 rušilce 58. rušilske divizije. Slednji so tudi izvedli torpedni napad, ki pa ni uspel zaradi prevelike oddaljenosti. Zavezniki so se tako obrnili proti jugu, proti obali Jave, nato ob sončnem zahodu proti zahodu in severu, pri čemer so hoteli uiti japonskim spremljevalnim ladjam in ponovno napasti konvoj. Istočasno pa so zavezniško floto zapustile ladje 58. rušilske divizije, saj so bili brez torpedov; odpluli so nazaj proti Surabaji. 
Ob 21:25 pa je Jupiter naletel na mino in se potopil. Dobrih 20 minut pozneje je Encounter dosegel mesto potopitve Kortenaera, nakar je pobral preživele brodolomce. Doormanu so tako ostale le štiri križarke, ki so ob 23:00 ponovno naletele na japonske spremljevalne ladje. V tem nočnem spopadu na dolgo razdaljo so Japonci z eno serijo torpedov potopili De Ruyterja in Javo. Preživelo je le 111 mornarjev iz obeh ladij. Preostala rušilca, Perth in Houston, sta se na podlagi Doormanovega ukaza, umaknili iz bojišča; v Tanjung Priok sta pripluli 28. februarja.
Kljub temu, da zavezniška flota ni uspela doseči in uničiti invazijske flote, pa je bitka pridobila branilcem Jave enodnevni premor.

## Po bitki

### Bitka v ožini Sunda
Perth in Houston  sta 28. februarja dosegli Tanjung Priok, nakar sta dobili ukaz, da odplujeta skozi ožino Sunda proti Tjilatjapu. Na Javi se zaradi pomanjkanja materiala ladji nista mogli popolnoma oskrbeti. 
Iz pristanišča sta odpluli 28. februarja ob 21:00, nakar sta v ožini Sunda po naključju naleteli na glavno japonsko invazijsko floto, ki je bila namenjena na zahodno Javo v Bantamski zaliv. Zavezniški ladji sta se spopadli z najmanj tremi križarkami in več rušilci. V spopadu, ki se je končal malo čez polnoč 1. marca, sta bila tako Perth kot Houston potopljeni. Japonska flota je doživela tudi izgube zaradi prijateljskega ognja: minolovec in transportna ladja sta bili potopljeni, medtem ko so bile tri druge transportne ladje tako poškodovane, da so mogle nasesti.

### Druga bitka
Po popravilih na težko poškodovanem Exetru je le-ta odplul proti Šrilanki; 28. februarja je tako zapustil Surabajo in pod zaščito Encounterja ter Popa je zaplul v ožino Sunda. Tam sta jih zjutraj 1. marca japonska težka rušilca Nachi in Haguro; v spopadu so bile potopljene vse tri zavezniške ladje.

### Ožina Bali
Štirje rušilci 58. rušilske divizije (Edwards, Ford, Alden in Jones) so bili tudi v Surabaji; ponoči 28. februarja so odpluli proti Avstraliji. Potem, ko so se na hitro spopadli z japonskim rušilcem v ožini Bali, so vsi uspeli 4. marca doseči avstralski Fremantle.

### Posledice
Še dva ameriška in en nizozemski rušilec so bili potopljeni, ko so poskušali pobegniti v Avstralijo. Glavna ABDA pomorska sila je bila tako skoraj popolnoma uničena; izgubila je 10 ladij in okoli 2.173 mornarjev. Bitka v Javanskem morju je predstavljala konec pomembnejših zavezniških pomorskih operacij v jugo-vzhodni Aziji v letu 1942 in 28. februarja 1942 so se Japonci izkrcali na Javi. Vojno letalstvo ZDA in Kraljevo vojno letalstvo sta se pričeli umikati proti Avstraliji. Nizozemske enote, s pomočjo britanskih ostankov, so se branile še en teden. V kampanji so Japonci usmrtili številne zavezniške vojne ujetnike in Indonezijce. Kljub njihovim logističnim problemom so Japonci uspeli zavzeti Javo predvsem s pomočjo vojnega letalstva; 9. marca so se predale še zadnje ABDA sile.

### Knjige
- Brown, David (1990). Warship Losses of World War Two. Naval Institute Press. ISBN 1-55750-914-X.
- Burchell, David (1971). The Bells of the Sunda Strait. Adelaide, Australia: Rigby.
- Cain, T. J. (1959). HMS Electra. London: Futura Publications.
- D'Albas, Andrieu (1965). Death of a Navy: Japanese Naval Action in World War II. Devin-Adair Pub. ISBN 0-8159-5302-X.
- Dull, Paul S. (1978). A Battle History of the Imperial Japanese Navy, 1941-1945. Naval Institute Press. ISBN 0-87021-097-1.
- Gill, G. Hermon (1957). »Chapter 15 – Abda and Anzac«. Volume I – Royal Australian Navy, 1939–1942. Australia in the War of 1939–1945. Canberra: Australian War Memorial. Arhivirano iz prvotnega spletišča (PDF) dne 27. avgusta 2006. Pridobljeno 17. maja 2006.
- Gill, G. Hermon (1957). »Chapter 16 – Defeat in Abda«. Volume I – Royal Australian Navy, 1939–1942. Australia in the War of 1939–1945. Canberra: Australian War Memorial. Arhivirano iz prvotnega spletišča (PDF) dne 27. avgusta 2006. Pridobljeno 17. maja 2006.
- Gordon, Oliver L. (1957). Fight It Out. William Kimber.
- Grove, Eric (1993). Sea Battles in Close-Up:  World War II, vol. 2. Annapolis, MD, USA: Naval Institute Press. ISBN 07110 2118 X.
- Hara, Tameichi (1961). Japanese Destroyer Captain. New York & Toronto: Ballantine Books. ISBN 0-345-27894-1. - Firsthand account of the battle by the captain of the Japanese destroyer Amatsukaze.
- Holbrook, Heber (1981). U.S.S. Houston:  The Last Flagship of the Asiatic Fleet. Dixon, CA, USA: Pacific Ship and Shore.
- Hornfischer, James D. (2006). Ship of Ghosts: The Story of the USS Houston, FDR's Legendary Lost Cruiser, and the Epic Saga of Her Survivors. Bantam. ISBN 0-553-80390-5.
- Hoyt, Edwin P. (1976). The Lonely Ships:  The Life and Death of the Asiatic Fleet. New York: David McKay Company.
- Lacroix, Eric; Linton Wells (1997). Japanese Cruisers of the Pacific War. Naval Institute Press. ISBN 0-87021-311-3.
- McKie, Ronald (1953). Proud Echo:  The Great Last Battle of HMAS Perth. Sydney: Angus & Robertson.
- Morison, Samuel Eliot (2001) [1958]. The Rising Sun in the Pacific 1931 - April 1942, vol. 3 of History of United States Naval Operations in World War II. Castle Books. ISBN 0785813047.
- Parkin, Robert Sinclair (1995). Blood on the Sea: American Destroyers Lost in World War II. Da Capo Press. ISBN 0-306-81069-7.
- Payne, Alan (2000). HMAS Perth:  The Story of a Six-Inch Cruiser, 1936-1942. Garden Island, NSW, Aus: The Naval Historical Society of Australia.
- Schultz, Duane (1985). The Last Battle Station: The Story of the USS Houston. St Martins Press. ISBN 0-312-46973-X.
- Thomas, David A. (1968). The Battle of the Java Sea. New York: Stein & Day. ISBN 0-330-02608-9.
- van Oosten, F. C. (1976). The Battle of the Java Sea (Sea battles in close-up; 15). Naval Institute Press. ISBN 0-87021-911-1.
- Spector, Ronald (1985). »The Short, Unhappy Life of ABDACOM«. Eagle Against the Sun : The American War With Japan. Naval Institute Press. ISBN 0-394-74101-3.
- Whiting, Brendan (1995). Ship of Courage: The Epic Story of HMAS Perth and Her Crew. Australia: Allen & Unwin Pty., Limited. ISBN 1-86373-653-0.
- Winslow, Walter G. (1984). The Ghost that Died at Sunda Strait. Naval Institute Press. ISBN 0-87021-218-4. - Firsthand account of the battle by a survivor from USS Houston
- Winslow, Walter G. (1994). The Fleet the Gods Forgot: The U.S. Asiatic Fleet in World War II. Naval Institute Press. ISBN 1-55750-928-X.

### Vizualno gradivo
- Niek Koppen (Director) (1995). Slag in de Javazee, De (The Battle of the Java Sea) (Documentary film). Netherlands: NFM/IAF. — 135-minute documentary of the battle. Won the "Golden Calf" award for "Best Long Documentary" at the 1996 Nederlands Film Festival